# Mint (band)

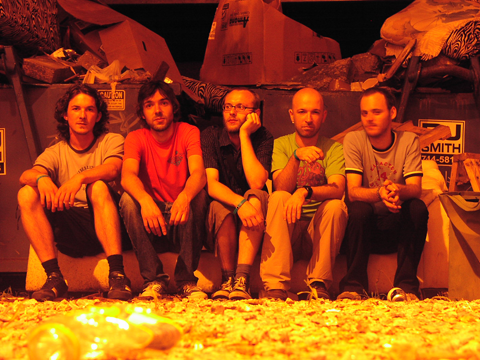
Mint, Richmond, VA, USA 2005.

Mint was een Belgische band uit Belgisch Limburg, ontstaan in 1999. Kenmerkend voor hun stijl was eenvoud en aandacht voor melodie.

## Geschiedenis
In 2000 bereikt Mint de finale van Humo's Rock Rally, waarna ze in 2001 een eerste single 'Slim fit plan' en datzelfde jaar nog opvolger 'Half-lit cigarette' in eigen beheer uitbrengen.
In 2003 werken de Australische producer Peter Crosbie en Mint aan een eerste full album. Het resultaat levert hun een platencontract op met indie-label Green LFant records. In 2004 verschijnt 'Echoes from the engine room' in België. Mint speelt datzelfde jaar op o.a. Dour Festival, Marktrock, Pukkelpop en Hestival. In 2005 verschijnt het album in Nederland, Frankrijk en Zwitserland. Mint trekt in datzelfde jaar naar Richmond in de VS om er samen met producer John Morand (Sparklehorse, Cracker, Lauren Hoffman) de opvolger van 'Echoes from the engine room' op te nemen.
In 2006 verschijnt de cd 'Magnetism' in België en Nederland bij Green LFant records. De cd-voorstelling gaat door in het Koning Boudewijnstadion in Brussel. De singles 'Your shopping lists are poetry' en 'The magnetism of pure gold' staan gelijktijdig in de Afrekening, een top 30 van beste singles bij Studio Brussel. 'The magnetism of pure gold' bereikt ook de nummer-1-positie in de Outlaw 41 lijst van de Nederlandse radiozender Kink FM. Mint tekent ook een platencontract met het Amerikaanse label Funzalo records dat de cd één dag vóór de Nederlandse release in de VS uitbrengt. De single 'Your shopping lists are poetry' haalt de eerste plaats in de Top 10 van de Amerikaanse radiozender WEQX-radio. 
In mei 2006 won Mint samen met El Guapo Stuntteam de prijs van Pop In Limburg (beter bekend als de PiL Awards), dat plaatsvond op de openingsavond van het Playfestival. Beide groepen wonnen 5000 euro. Op Pukkelpop 2006 was Mint de enige Belgische band die op het hoofdpodium speelde. In datzelfde jaar haalde Mint de voorpagina van de Belgische kranten doordat koningin Fabiola tijdens hun concert in het Koninklijk Paleis van Laken uit haar stoel was opgeveerd en spontaan begonnen te dansen.
Op 15 februari 2008 verschijnt hun nieuwe album 'Hinterland' bij Munich Records. Even later verschijnt het album ook bij India Records in Duitsland waarna ze er enkele data spelen o.a. in het voorprogramma van The Charlatans in Berlijn en op het Reeperbahnfestival in Hamburg. Eind 2008 verlaat drummer Tim Claes de band en wordt vervangen door Wim Geenen. In 2010 verschijnt de 4de Mint plaat getiteld 'HITS from her laser'. De plaat -gemixt door Phill Vinall (dEUS, Placebo)- laat voornamelijk de avontuurlijke en tegendraadse kant van de band horen. In het najaar van 2012 vervoegt Zjef Cludts de band als drummer. 
Eind 2014 hield de band op te bestaan.

## Bezetting
Originele line-up tot en met 2008:
- Erwin Marcisz (zang, gitaar)
- Steve Janssens (gitaar)
- Phil Marcisz (basgitaar)
- Kim Windmolders (toetsen)
- Tim Claes (drums)

Line-up 2009:
- Erwin Marcisz (zang, gitaar)
- Steve Janssens (gitaar)
- Phil Marcisz (basgitaar)
- Kim Windmolders (toetsen)
- Wim Geenen (drums)

Line-up 2012:
- Erwin Marcisz (zang, gitaar)
- Steve Janssens (gitaar)
- Phil Marcisz (basgitaar)
- Kim Windmolders (toetsen)
- Zjef Cludts (drums)

## Discografie

### Albums
- Echoes from the engine room (2004)
- Magnetism (2006)
- Hinterland (2008)
- Hits from her laser (2010)
- Glass lagoon (ep, 2014)

### Singles
- Slim fit plan (2001)
- Half-lit cigarette (2001)
- Dragon's lair (2003)
- Glow (effervescent) (2004)
- A shiny metal dream (2004)
- Your shopping lists are poetry (2006)
- The magnetism of pure gold (2006)
- Ah, you left me (2006)
- Brand new toy (2008)
- Giving blood to machines (2008)
- I save my smiles (2008)
- Luna park (2014)
- Army of love (2014)